# Más allá de la medianoche
Más allá de la medianoche (en inglés The Other Side of Midnight ) es una novela del estadounidense Sidney Sheldon, escrita en 1973. 

## Argumento
La historia relata la vida de dos mujeres: Noelle Page, francesa y Catherine Alexander, estadounidense. Noelle nació en Marsella y fue escalando posiciones para llegar a ser una actriz famosísima. Catherine trabaja de secretaria ejecutiva en una oficina de Washington. Desde allí la envían a dirigir un comercial de reclutamiento para el ejército de EE. UU. y conoce al mujeriego Larry Douglas, del cual se enamora rápidamente. Una vez terminada la guerra, Douglas es contratado por Constantin Demiris, uno de los hombres más poderosos e influyentes del mundo. Noelle Page es amante de Demiris en ese momento y fue años antes, novia de Larry Douglas y éste le rompió el corazón. Ella entonces hace lo posible para destruirlo y rebajarlo, pero termina descubriendo que lo sigue amando y se transforma en su amante. Deciden que se irían a vivir juntos, pero queda un obstáculo: Catherine, la mujer de Larry. Él le pide el divorcio y ella lo ama demasiado para dejarlo ir. Noelle planea distintas formas para que muera y para que parezca un accidente. Catherine escucha una conversación entre los dos amantes y decide escapar, desapareciendo en un lago. Larry y Noelle son llevados a juicio y Demiris busca vengarse de Noelle por traicionarle. Es entonces cuando comienza una carrera entre la vida y la muerte entre los dos amantes y Demiris. Esta novela tiene su continuación en Recuerdos de medianoche.